# Nolasco Reyes Basso
Nolasco Reyes Basso; (Concepción, 1833 - Concepción, 1901). Clérigo y político conservador chileno. Hijo de Pedro Nolasco de los Reyes Moraga y Petronila de Basso y Carvallo. 
Hizo sus estudios en el Seminario de Concepción y en Santiago. Ingresó casi de inmediato a la orden benedictina. Hizo clases en el Colegio de los Sagrados Corazones de Santiago y en los Padres Franceses de Concepción. Fue cura de la parroquia de Chillán (1876), Los Ángeles (1879) y Talcahuano (1883).
Fue miembro del Partido Conservador y fue elegido Diputado por Coelemu y Talcahuano (1891-1894), formando parte de la comisión permanente de Negocios Eclesiásticos. 